# Церковь Сергия Радонежского (Татищев Погост)
Церковь Сергия Радонежского — православный храм в селе Татищев Погост Ростовского района Ярославской области. Построен в 1810 году по инициативе и на средства владельца села, видного государственного деятеля, Дмитрия Татищева.

## История строительства

### Предыстория
Первые упоминания о церквях в селе Татищев Погост относятся к началу XVII века. Из содержания жалованной грамоты Михаила Федоровича, данной воеводе Юрию Игнатьевичу Татищеву (1619 г.) следует, что в переходящем по грамоте в вотчинное владение воеводы селе (помимо прочих территорий) были две деревянные церкви: Св. Николая Чудотворца и Св. Сергия Радонежского. Самый ранний известный указ о строительстве каменной церкви на месте деревянных был издан при дяде Д. П. Татищева, Михаиле Сергеевиче (1788 г.) — планировалось "возвести одну во именование Казанския пресвятыя Богородицы с приделом Сергия Радонежскаго чудотворца, " а дерево, оставшееся от разобранных ветхих церквей использовать в обжиге кирпича для новой церкви. Но строительство по неизвестным причинам так и не началось.

### Строительство храма
Спустя четыре месяца после того, как Д. П. Татищев подал прошение о строительстве каменной церкви на имя архиепископа Павла от 4 сентября 1802 года, был дан указ о построении новой каменной церкви, причем к прошению прилагались и план будущей церкви, и рисунки её фасадов, которые, по мнению краеведа А. А. Титова, были присланы из Италии.
Строительные работы завершились уже к 1810 году, потому что именно тогда брат Д. П. Татищева — Сергей Павлович — подал прошение об освящении церкви на имя Ярославского архиепископа Антония, и она была освящена архимандритом Богоявленского Авраамиевского монастыря Антонием 25 сентября 1810 года по старому стилю, то есть в день храмового праздника.
В 1851 году (согласно А. А. Титову — в 1848 г., почти сразу после похорон Д. П. Татищева) отдельно стоящая колокольня была соединена с летним храмом посредством пристройки трапезной и теплого храма, и, если до этого храм имел три входа по сторонам света, то после только один — через первый этаж колокольни. Вероятно, храм был перестроен по двум причинам: во-первых, он, как усадебный, предназначался только для семьи Татищевых (приходской храм был в соседней деревне), редко бывающей в своих владениях, и не имел теплого придела или трапезной;; во-вторых, по замечанию архиерея Евгения, сделанному во время объезда епархии, сам храм «напоминал греческий языческий храм». Интересно, что материалом для трапезной послужил кирпич, предназначавшийся для нового усадебного дома Д. П. Татищева и домов крестьянских, взамен сгоревших: в 1832 г. в селе был сильный пожар, по одной из версий учиненный «в тоске по Родине» переселенным С. П. Татищевым из своего имения (с. Старая Вичуга) в Костромской губернии крестьянином-аристовцем. Пострадал ли при пожаре храм — неизвестно.
После смерти Д. П. Татищева и особенно после отмены крепостного права состояние храма начало постепенно ухудшалось, и здание к концу XIX века стало считаться ветхим, так что в течение 1902—1903 годов церковь пришлось ремонтировать как внутри, так и снаружи. Заново были расписаны потолок и стены в зимнем храме, а купол, колонны и алтарная стена — в летнем мастером из Больших Солей Костромской губернии Н. И. Бажановым.
В советское время церковь не закрывалась и продолжала действовать, что сохранило её внешний вид и убранство.

## Особенности архитектуры
Первоначально храм был двухъярусной ротондой и, невзирая на пристройку 1851 года, сильно изменившую общий облик церкви, центрическое купольное сооружение осталось основным храмовым объёмом. Тосканские портики, расставленные по сторонам света и образующие в плане крест, образованы парными, удлиненных пропорций колоннами с характерным изгибом и завершены треугольными фронтонами, имеющими карнизы, декорированные дентикулами и популярными во время строительства церкви рельефные изображения «всевидящего ока» в тимпанах. Алтарная часть также выполнена в виде портика, что необычно, но с глухими боковыми стенами.
Зрительно ротонда делится на несколько уровней: первый образовывается из-за сплошного оформления нижней части храма широким ленточным рустом, граница которого совпадает с карнизами ионических портиков, обрамляющих прямоугольные окна с цветными витражами с изображением мальтийских крестов. Следующий уровень отделяет триглифно-метопный фриз, опоясывающий ротонду параллельно карнизу с дентикулами. Пропускающие большое количество света термальные окна, прорезанные по сторонам света соответственно портикам, выделены мелким декором, который создает ещё один пояс на внешней стороне храма. Небольшая глава в виде епископской митры на световом барабане в завершении придает всему второму ярусу храма форму, приближенную в объёме к правильной пирамиде.
Первый ярус колокольни декорирован также, как первый ярус ротонды что архитектурно объединяло обе постройки. Второй и третий ярусы колокольни — сквозные арочные, их углы оформлены пилястрами, и оба яруса завершены карнизами с дентикулами, что вторит декору ротонды, а завершена колокольня небольшим куполом со шпилем.
Трапезная в три световых оси с арочными окнами, пристроенная позднее, соединяет церковь с колокольней и выбивается из ритма и облика ранних основных строений как размером и пропорциями (перепад высоты, из-за которого трапезная «врезается» в бывший западный вход в ротонду; ширина трапезной почти в два раза больше, чем основной объём, из-за чего нарушается восприятие всего ансамбля — соответственно, постройки довольно ощутимо теряют в легкости и правильности композиции), так и почти полным отсутствием архитектурной выделки и декора.

### Интерьер
Внутреннее решение Сергиевской церкви повторяет решение облика внешнего, что придает памятнику единство объемно-пространственной композиции. Интерьер также разделен на два основных яруса: нижнюю часть ротонды занимает массивная колоннада коринфского ордера, на которой по кругу всего храма устроены хоры, огражденные балюстрадой. Сверху колоннаду охватывает широкий фриз, украшенный арабесками и неглубокими кессонами с розетками в центре, а колонны отделаны розовато-желтым искусственным мрамором.
В зимнем храме два придела: во имя Николая Чудотворца и во имя Смоленской иконы Божьей Матери. В 1911 году в зимнем храме находились иконы, перенесенные ещё из старых деревянных церквей. Во время ремонта 1902—1903 гг. церковь была полностью расписана заново: на потолке зимнего храма выполнены образы четырёх евангелистов и Бога Саваофа, в летнем же купол оформлен орнаментально.

## Авторство проекта
Церковь не имеет аналогов в Ростовском районе и автор её проекта остается неизвестным. Существуют предположения об иностранном, точнее, итальянском происхождении церкви, также автора ищут и среди известных архитекторов того времени, учитывая, что архитектура храма в её первоначальном исполнении отчетливо принадлежит к русскому палладианству. Так, например, Н. С. Борисов небезосновательно предполагает причастность Н. А. Львова к проектированию храма. Отмечается сходство пространственно-объемных решений Сергиевской церкви с постройками одного из крупнейших архитекторов московского классицизма — М. Ф. Казакова, например, с сохранившейся только по фотографиям церкви Усекновения главы Иоанна Предтечи на Покровке. Так же нужно принять во внимание, что С. П. Татищев во время строительства церкви имел «собственного его весьма искусного Архитектора» предположительно итальянский архитектор швейцарского происхождения, Гауденцио Маричелли, и, если между церковными постройками архитектора и Сергиевского церковью трудно провести параллели, то при сравнении дома С. П. Татищева (с. Старая Вичуга), выполненного в классическом стиле, можно обнаружить некоторое сходство в деталях и, особенно, в их исполнении. Это позволяет предположить причастность Маричелли если не к авторству проекта, то к его реализации.

## Духовенство
Настоятели храма:
- по 2009 год иерей Сергий Овчинников[17].
- с 2009 года иерей Богдан Вахненко

## Комментарии
1. ↑  При описании «производства строения церкви» С. К. Заболотский ссылается на храмозданную грамоту, а также на другие документы из архива церкви типа приходно-расходной книги, описей и различных рапортов[3].
2. ↑  Д. П. Татищев посетил свою усадьбу лишь однажды, и хозяйственными делами усадьбы ведал его брат.